# 카시오페아 (밴드)
카시오페아(일본어: カシオペア, Casiopea)는 일본의 퓨전재즈 밴드이다.

## 역사
1976년 노로 잇세이를 주축으로 결성되었으며, 1979년 5월에서 데뷔하였다. 1980년 4월 Thunder Live 때부터 노로 잇세이, 무카이야 미노루, 사쿠라이 테츠오, 짐보 아키라의 전성기 체제가 결성되었으며 각지의 해외 공연, 유명 뮤지션들과의 활발한 교류 등을 통하여 빌보드 차트에도 이름을 올리는 등, 일본 뿐만 아니라 세계적으로 명성을 떨치게 되었다.
그러나 1988년 음악적 견해의 차이로 베이스의 사쿠라이 테츠오와 드럼의 짐보 아키라가 팀에서 탈퇴, Jimsaku를 결성함에 따라 일시적으로 활동을 중단했지만, 1990년 나루초라는 별명으로 유명한 베이시스트 나루세 요시히로와 드러머 히야마 마사아키를 영입하면서 이전의 아기자기한 스타일에 비해 록적 강렬함을 강조한 The Party를 발표, 컴백했다.
1993년 히야마 마사아키가 팀을 떠남에 따라 쿠마가이 노리아키를 새 드러머로 영입했으며, 1996년 9월 Flowers 앨범의 투어를 끝으로 쿠마가이 노리히로가 팀 탈퇴를 선언, 1997년 9월 Light and Shadows부터 짐보 아키라가 서포트 멤버로서 현재까지 팀을 받쳐 오고 있다.
2006년 8월 리더 노로 잇세이가 카시오페아로서의 모든 활동을 쉬고 싶다는 의견을 강력히 피력, 6년동안 휴지기에 들어갔었다. 그러던 중 2012년 4월 20일에서 창단 멤버였던 무카이야 미노루가 탈퇴하고, 그 자리에 여성 오르가니스트인 오오타카 키요미를 새 멤버로 영입하는 것을 골자로 하여, <Casiopea 3rd>라는 이름으로 활동 재개를 선언하였다.

## 구성원

### 현재 구성원
- 노로 잇세이 (리더) : 기타 - 1976년 ~ 현재
- 오오타카 키요미 : 키보드 - 2012년 ~ 현재
- 나루세 요시히로 : 베이스 - 1990년 ~ 현재
- 진보 아키라 : 드럼 / Special Support - 1980년 ~ 1989년, 1997년 ~ 현재

### 탈퇴한 구성원
- 사사키 다카시 : 드럼 (1979년)
- 사쿠라이 테츠오 : 베이스 - 1979년 ~ 1989년
- 히야마 마사아키 : 드럼 - 1990년 ~ 1992년
- 구마가이 노리아키 : 드럼 - 1993년 ~ 1996년 - 현재의 퓨전재즈 밴드 TRIX의 리더로 활동중
- 무카이야 미노루 : 키보드 - 1979년 ~ 2012년

## 음반
데뷔 앨범인 《Casiopea》를 시작으로, 현재까지 40개의 정규 음반을 비롯한 다수의 음반에 발표되었다.

### 앨범
| 앨범 제목                    | 발매일     | 비고            |  |
| ---------------------------- | ---------- | --------------- |  |
| 《CASIOPEA》                 | 1979.05.25 |                 |  |
| 《SUPER FLIGHT》             | 1979.11.25 |                 |  |
| 《THUNDER LIVE》             | 1980.04.21 |                 |  |
| 《MAKE UP CITY》             | 1980.11.21 |                 |  |
| 《EYES OF THE MIND》         | 1981.04.21 |                 |  |
| 《CROSS POINT》              | 1981.10.21 |                 |  |
| 《MINT JAMS》                | 1982.05.21 |                 |  |
| 《FOUR BY FOUR》             | 1982.12.16 |                 |  |
| 《PHOTOGRAPHS》              | 1983.04.23 |                 |  |
| 《JIVE JIVE》                | 1983.11.30 |                 |  |
| 《THE SOUNDGRAPHY》          | 1984.04.25 |                 |  |
| 《DOWN UP BEAT》             | 1984.10.25 |                 |  |
| 《HALLE》                    | 1985.09.10 |                 |  |
| 《CASIOPEA LIVE》            | 1985.12.21 |                 |  |
| 《SUN SUN》                  | 1986.09.10 |                 |  |
| 《CASIOPEA PERFECT LIVE II》 | 1987.01.27 |                 |  |
| 《PLATINUM》                 | 1987.09.01 |                 |  |
| 《EUPHONY》                  | 1988.04.25 |                 |  |
| 《CASIOPEA WORLD LIVE '88》  | 1988.11.25 |                 |  |
| 《THE PARTY》                | 1990.06.25 |                 |  |
| 《FULL COLORS》              | 1991.05.25 |                 |  |
| 《ACTIVE》                   | 1992.05.25 |                 |  |
| 《WE WANT MORE》             | 1992.08.25 |                 |  |
| 《DRAMATIC》                 | 1993.05.21 |                 |  |
| 《ANSWERS》                  | 1994.05.25 |                 |  |
| 《HEARTY NOTES》             | 1994.08.24 |                 |  |
| 《ASIAN DREAMER》            | 1994.12.16 |                 |  |
| 《FRESHNESS》                | 1995.05.19 |                 |  |
| 《FLOWERS》                  | 1996.09.20 |                 |  |
| 《LIGHT AND SHADOWS》        | 1997.09.03 |                 |  |
| 《BE》                       | 1998.09.18 |                 |  |
| 《MATERIAL》                 | 1999.05.19 |                 |  |
| 《20th》                     | 2000.02.23 |                 |  |
| 《Bitter Sweet》             | 2000.06.14 |                 |  |
| 《MAIN GATE》                | 2001.07.11 |                 |  |
| 《INSPIRE》                  | 2002.07.17 |                 |  |
| 《PLACES》                   | 2003.07.02 |                 |  |
| 《MARBLE》                   | 2004.11.25 |                 |  |
| 《GIG 25》                   | 2005.02.25 |                 |  |
| 《SIGNAL》                   | 2005.12.21 | Sync DNA와 협연 |  |

## 카시오페아 라디오
2016년에 팬들이 시작한 'Nonstop Casiopea' 라는 인터넷 라디오가 있다.

## 같이 보기
- 티스퀘어
- 디멘션
- TRIX